# Ljudmila Kolčanovová
Ljudmila Sergejevna Kolčanovová (rusky Людмила Сергеевна Колчанова; * 1. říjen 1979, Šarja, Kostromská oblast) je ruská atletka, mistryně Evropy ve skoku dalekém.

## Kariéra
V roce 2005 skončila šestá na halovém ME v Madridu. V témže roce získala zlatou medaili na světové letní univerziádě v tureckém İzmiru, kde se zúčastnila také trojskoku a obsadila šesté místo. O rok později zvítězila na mistrovství Evropy ve švédském Göteborgu výkonem 693 cm. Stříbro získala Portugalka Naide Gomesová, která skočila o devět centimetrů méně. Uspěla také na světovém poháru 2006 v Athénách, kde skočila do vzdálenosti 678 cm a pomohla Ruskám k celkovému vítězství, před týmem Evropy.
V roce 2007 vybojovala na světovém šampionátu v japonské Ósace stříbrnou medaili, když její nejlepší pokus měřil 692 cm. O rok později se stala vítězkou evropského halového poháru v atletice v Moskvě. Na stupních vítězů ji doplnily krajanky Taťána Lebeděvová (zlato) a Taťjana Kotovová (bronz). Na Mistrovství Evropy v atletice 2010 v Barceloně obsadila ve finále výkonem 675 cm páté místo.

## Osobní rekordy
- hala – (682 cm – 2. února 2008, Samara)
- venku – (721 cm – 27. květen 2007, Soči)